# Fraaie knotszwam
De fraaie knotszwam (Clavulinopsis laeticolor) is een schimmel in de familie Clavariaceae. Hij komt voor in schrale, grazige, mossige vegetaties, (Hygrocybe)graslanden, in bermen, op dijken, in duinvalleien, aan bosranden op zandige en lemige grond, maar zelden op zware klei.

## Kenmerken

### Uiterlijke kenmerken
Clavulinopsis laeticolor vormt vruchtlichamen met slanke, feloranje tot gele armen tot 5 cm lang en 3 mm breed. De bovenkant is stomp of scherp. Het oppervlak is droog, glad, helder, citroengeel, goudgeel, oranjegeel van kleur. Oudere vruchtlichamen vervagen. De bovenkant is vaak donkerder - oranje. Vruchtlichamen komen meestal voor in kleine en vrij losse bosjes, minder vaak afzonderlijk.
Het vlees is lichtgeel, dun, zonder enige merkbare smaak of geur. 
De sporenprint is wit.
Het oppervlak van het vruchtlichaam kleurt geelgroen of groen onder invloed van KOH.

### Microscopische kenmerken
De sporen zijn inamyloïde, halfrond of (vaker) onregelmatig gevormd, glad met een opvallend grote 1,5 tot 2 μm lange aanhangsel en meten 5,5-7 × 3,5-5,5 μm. De basidia zijn 4-sporig. Er zijn geen gespen in de hyfen. Het oppervlak van het vruchtlichaam kleurt geelgroen of groen onder invloed van KOH. Cystidia komen niet voor

## Verspreiding
De fraaie knotszwam is een wijdverspreide soort en wordt aangetroffen in Azië, Europa, Noord-Amerika en Nieuw-Zeeland.
In Nederland komt hij algemeen voor. Hij staat op de rode lijst in de categorie 'Kwetsbaar'.

## Foto's

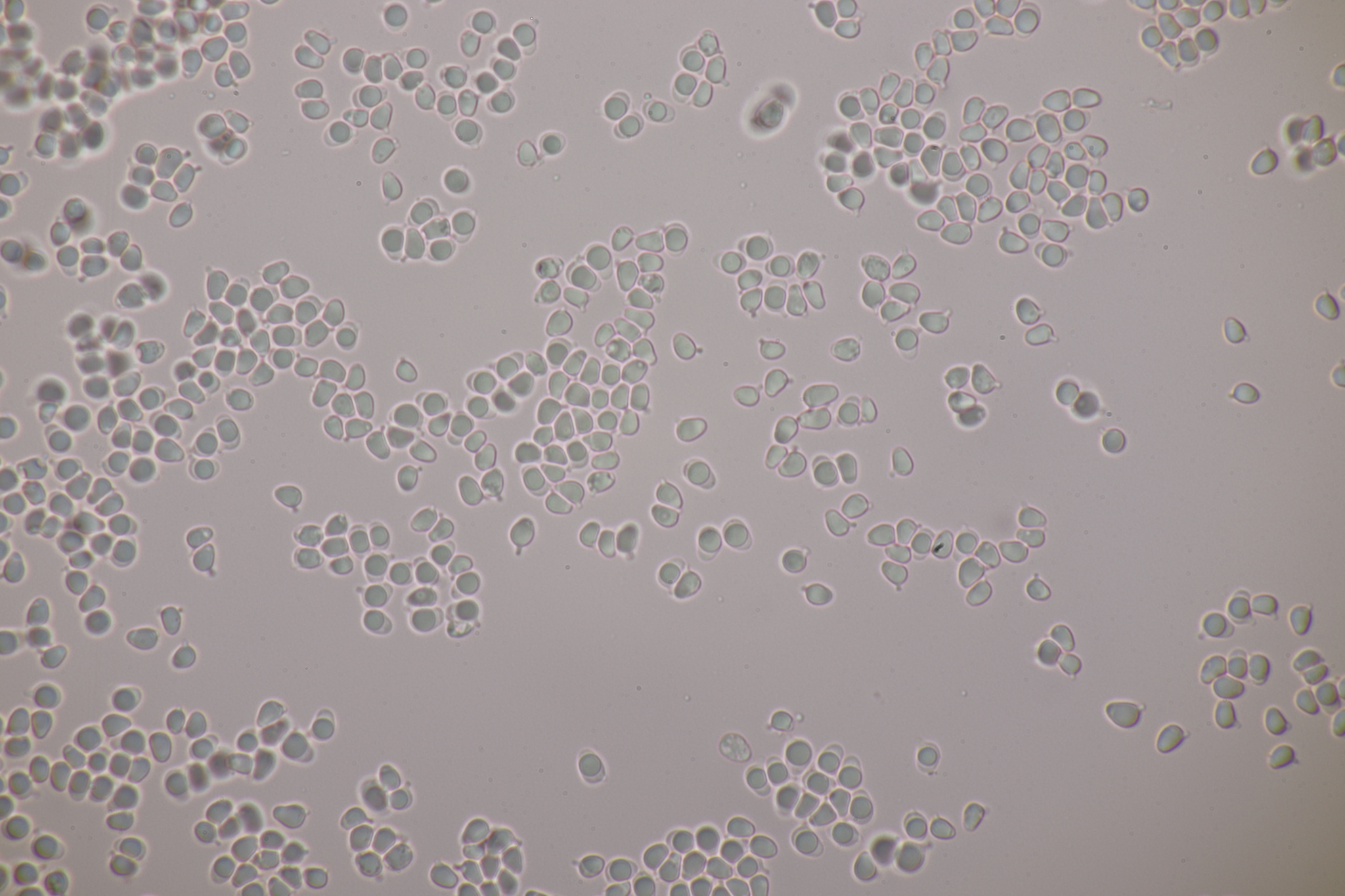
Sporen